# Адъртън
Адъртън (на английски: Atherton, буквени символи за произношението ) е град в окръг Сан Матео, района на залива на Сан Франциско, щата Калифорния, САЩ. Адъртън е най-голямото населено място в САЩ със среден доход на домакинство от над $200 000 на година.

## Население
Адъртън е с население от 7194 души (2001).

## География
Адъртън има обща площ от 12,80 км2 (4,90 мили2).